# Заросляк еквадорський
Заросляк еквадорський (Atlapetes leucopis) — вид горобцеподібних птахів родини Passerellidae. Мешкає у вологих гірських тропічних лісах Еквадору і Колумбії на висоті 2100–3100 м над рівнем моря.